# Ipmil
Ipmil var en gudom i samisk religion. Han har kallats för samernas högste styrande gud och skapare. Han har dock även använts som en slags sammanfattande benämning för samernas gudar. Han har jämförts med kristendomens Gud men också med den finländska religionens Jumala.